# تربلوک (میسی سیپی)
تربلوک (به انگلیسی: Trebloc) یک منطقهٔ مسکونی در ایالات متحده آمریکا است که در میسیسیپی واقع شده‌است. تربلوک ۹۶٫۹۳ متر بالاتر از سطح دریا واقع شده‌است.